# Саратога (округ)
Округ Саратога (англ. Saratoga County) — округ штата Нью-Йорк, США. Население округа на 2000 год составляло 200 635 человек. Административный центр округа — деревня Болстон-Спа.

## История
Округ Саратога основан в 1791 году. Источник образования округа Саратога: округ Олбани.

## География
Округ занимает площадь 2185,9 км2.

### Соседние округа
- Уоррен — на севере
- Ренселер — на юго-востоке (через реку Гудзон, США)
- Олбани — на юге  (через реку Мохок, США)
- Фултон — на западе
- Монтгомери — на западе
- Гамильтон — на северо-западе
- Вашингтон — на востоке  (через реку Гудзон, США)
- Скенектади — на юго-западе

## Демография
Согласно переписи населения 2000 года, в округе Саратога проживало 200 635 человек. По оценке Бюро переписи населения США, к 2009 году население увеличилось на 9,7 %, до 220 069 человек. Плотность населения составляла 100,7 человек на квадратный километр.